# Käpt’n Rauhbein aus St. Pauli
Käpt’n Rauhbein aus St. Pauli ist ein deutscher Spielfilm von Rolf Olsen aus dem Jahre 1971, der letzte der St.-Pauli-Filmreihe mit Curd Jürgens in der Titelrolle.

## Handlung
Hamburg im Jahr 1961. Kapitän Markus Jolly, als alter Haudegen der sieben Weltmeere, kurz Käpt’n Rauhbein genannt, läuft mit seinem Handelsschiff vorzeitig in den Hafen ein und kann es kaum erwarten, seine Ehefrau mit seiner Heimkehr zu überraschen. „Seit vier Jahren verheiratet“, sagt er zu seinem Bootsmann Oliver Kniehase, „und nur fünf Monate zu Hause“. Kaum betritt Jolly die Wohnung, muss er seine Ehefrau im Bett und in den Armen eines anderen Mannes entdecken. Markus packt seine Siebensachen und will gehen. Die untreue Gemahlin eilt ihm hinterher. Es kommt zu einem kurzen Disput, bei dem Jolly sie wegstößt. Sie verliert den Halt, stürzt durch das Treppengeländer und in die Tiefe, wo sie tot liegen bleibt. Da man ihm keine Schuld nachsagen kann, wird der Käpt’n in einem anschließenden Prozess freigesprochen. In Jolly reift die Erkenntnis, dass er weit weg von den schlimmen Ereignissen sein will, zurück auf dem weiten Meer. In einer Umblendung sieht man acht Jahre später einen verlebten Skipper Jolly, der mit einem kleinen Handelskutter Transporte durchführt. Er und seine Crew sollen diesmal Medikamente und Alkohol nach Puerto Negro, einer Bananenrepublik irgendwo in der Karibik, befördern. Dort herrschen chaotische Missstände: Die korrupten Hafenbehörden machen lange Finger und brutale Gangster beherrschen das tropenheiße Land.
Kaum angekommen, wird die Fracht von den Ganoven gestohlen und die Besatzung unter falschem Verdacht von der Polizei inhaftiert. Um wenigstens den Alkohol vor dem Zugriff der Staatsmacht zu retten, hat Jolly ihn teils über Bord gekippt, teils an die Bevölkerung verteilt. Jollys langjähriger Bootsmann Kniehase, der die Medikamente mit einem Transporter an den Empfänger ausliefern sollte, wurde unterwegs heimlich bestohlen und so traf er lediglich mit leeren Holzkisten am Zielort ein. Jetzt gelten Kniehase und Jolly als Betrüger und Diebe. Kniehase lässt sich auf einen Faustkampf ein und wird verletzt ins Gefängnis von Puerto Negro eingeliefert. Dort pflegt ihn eine Ärztin des Deutschen Roten Kreuzes, Dr. Karin Andersen. Während der gleichfalls verhaftete Jolly und sein Kumpel Kniehase sich anschließend selbst befreien können, gerät Dr. Andersen mit fünf Kolleginnen in die Fänge des finsteren Bandenchefs Rodrigo. Jolly und Kniehase können nicht mehr auf das beschlagnahmte Schiff zurück, und so bleibt nur noch der Kneipenwirt Nico, Käpt’n Rauhbeins ein alter Freund aus früheren Zeiten, als letzter Rettungsanker.
Jolly und Kniehase überlegen, wie sie aus der misslichen Situation herauskommen können. Da hat Käpt’n Rauhbein eine Idee: Er verkleidet sich als Steward und heuert auf einer Luxusjacht an; Bootsmann Kniehase lässt sich in einer Obstkiste verstauen und kann so per Frachtverschickung vor der Polizei fliehen. Später wird er wieder auf Jolly treffen. Bald zeigt sich, dass Käpt’n Rauhbein seinen Spitznamen zu Recht verdient, denn an Bord der Luxusjacht benimmt er sich als Prolet ohne Manieren. Für die vornehmen Leute, darunter die ältliche Lady Scarlett und der versnobte Armin von Prossnitz, ist das rüpelhafte Benehmen ihrer Bedienung natürlich äußerst „shocking“, denn der neue „Steward“ weiß weder die passenden Cocktails zu reichen noch artgerecht einen Hummer zu kredenzen. Als Jolly einer in Schockstarre verharrenden Dame eine dicke, schwarze Spinne vom Bauch entfernt und sie, sachte auf seinem Arm transportierend, den Meereswellen überantwortet, hat der ungehobelte Klotz jedoch bei den Reisenden ein Stein im Brett und man kommt seinem Wunsch nach, an einer bestimmten Stelle an der Küste vor Anker zu gehen. Denn von dort aus wollen der Kapitän und sein Bootsmann Dr. Andersen und deren Kolleginnen aus der Hand der Verbrecher und Entführer befreien.
Die Überraschung für Kapitän Markus Jolly ist groß, als sich ausgerechnet sein alter Freund Nico als Drahtzieher hinter den Gangsterbande entpuppt. So kommt es zu einem Showdown mit einigen Todesopfern. Schließlich bekommt Käpt’n Rauhbein auch sein Schiff mitsamt Ware zurück. Sehnsüchtig winkend blicken die befreiten Damen ihm hinterher.

## Kritik
Der Laienkritiker Falk Schwarz zweifelt auf Filmportal.de, daran, ob Olsen Stolz bei diesem reißerischen Werk mit „Sex als Lockmittel“ empfindet, wo er bemängelt, dass hier Funken aus dem Allereinfachsten geschlagen werden sollen.

„Dürftig gestaltete Kolportagegeschichte mit deutlichem Hang zur detaillierten Schilderung von Brutalitäten.“